# Funiculì, Funiculà
Funiculì, Funiculà — неаполітанська пісня, написана 1880 року італійським журналістом Пеппіно Турко, музика Луїджі Денца. Створена на вшанування першого фунікулера, що прямував до вулкана Везувій.
На час відкриття фунікулера маршрут не мав популярності в туристів. Більшість із них на той час віддавали перевагу пішому сходженню схилами вулкана. Незабаром власники стали зазнавати збитків, через те з'явилася ідея створити пісню-рекламу фунікулера. Пісня прийшлася до смаку, туристи стали користуватися фунікулером, мелодію наспівував увесь Неаполь.
Сам фунікулер проіснував 25 років, доки на початку 20 сторіччя невеликий землетрус не зруйнував його колію, котру не стали відновлювати. Пісня ж про фунікулер лишилася, її виконували, зокрема Бруно Вентуріні, Беньяміно Джильї, Маріо Ланца, Лучано Паваротті.

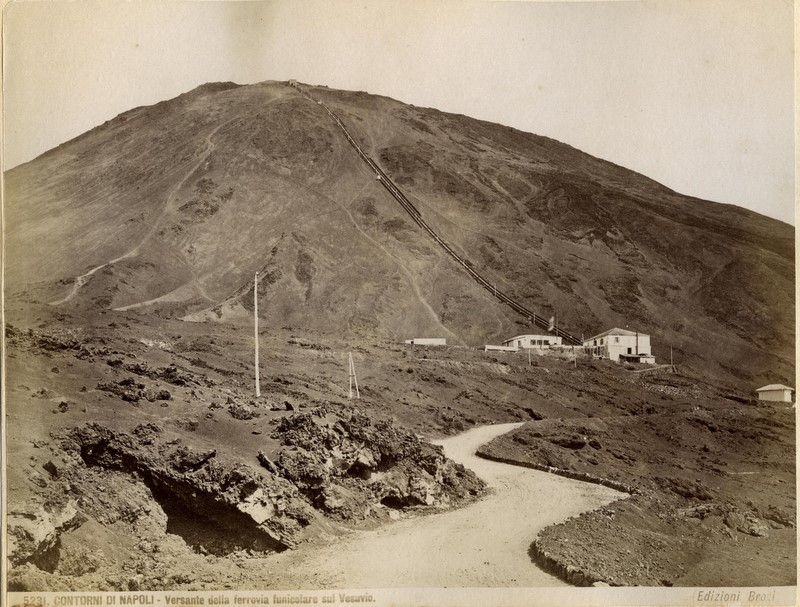
Фунікулер на Везувій